# Герасимчук Володимир Іванович
Герасимчук Володимир Іванович (1959) — український науковець, економіст, фінансист, доктор наук.

## Кар'єра
1997 — кандидат економічних наук .
2003 — доктор економічних наук за спеціальністю "демографія, економіка праці, соціальна економіка і політика" .
2004 — старший викладач кафедри економічної теорії Кримського державного гуманітарного інституту.

## Наукова робота
До сфери його наукових інтересів входять:
- економіка праці;
- соціально-трудові відносини;
- регіональний розвиток.